# イベント検定
イベント検定（イベントけんてい）とは、社団法人日本イベント産業振興協会が主催する検定試験である。

## 目的
イベント専門家としての実務経験はなくとも的確なオリエンテーションを行って、より適切で効果的なイベントを実施する「イベントについての体系的な基礎知識」を持つ人材を図る

## 受験資格
誰でも

## 受験料(税込)
￥10,500

## 試験会場
- 札幌市
- 仙台市
- 郡山市
- 新潟市
- 東京都
- 金沢市
- 名古屋市
- 大阪市
- 福岡市

## イベント業務基礎知識通信講座
- 講座については、こちらをみること

## 検定合格者の特典
- 「イベント業務管理者資格試験」第一次試験が免除となる。